# جون بيتر أرسكين
جون بيتر أرسكين (بالإنجليزية: John Angus Erskine)‏ هو لاعب شطرنج نيوزلندي، ولد في 28 يناير 1873، وتوفي في 27 أبريل 1960.

## وصلات خارجية
- جون بيتر أرسكين على موقع مباريات الشطرنج (الإنجليزية)